# Lac Chasm
Pour les articles homonymes, voir Chasm (homonymie).
Le lac Chasm (en anglais : Chasm Lake) est un lac américain dans le comté de Boulder, dans le Colorado. Il est situé à 3 595 mètres d'altitude au sein du parc national de Rocky Mountain.